# Lygus vanduzeei
Lygus vanduzeei är en insektsart som beskrevs av Knight 1917. Lygus vanduzeei ingår i släktet Lygus och familjen ängsskinnbaggar. Inga underarter finns listade i Catalogue of Life.